# Franco Dragone
Franco Dragone (Cairano, 12 de dezembro de 1952 – Cairo, 30 de setembro de 2022) foi um diretor de teatro ítalo-belga, fundador e diretor artístico do Dragone, e também conhecido por seu trabalho com o Cirque du Soleil. Em abril de 2016, foi mencionado como detentor de conta na offshore do Panamá, pela Mossack Fonseca, na divulgação conhecida como Panama Papers.

## Início da vida
Dragone nasceu em Cairano, Itália, e se mudou para La Louvière, na Bélgica aos sete anos. Na década de 1970, ele estudou teatro. Seu primeiro trabalho teatral foi explicitamente político, trabalhando como diretor de teatro e cinema. Na década de 1980 Dragone veio a Montreal, Canadá, onde Guy Caron, diretor da Escola Nacional de Circo, convidou-o para realizar oficinas com os alunos e professores da sua escola. Mais tarde, Dragone criou, dirigiu e produziu um show para o fim do ano escolar. Guy Laliberté viu uma dessas performances em 1984, no mesmo ano, ele formou Cirque du Soleil. Em 1985, Laliberté procurou Guy Caron para se juntar ao Cirque du Soleil.

## Morte
Dragone morreu em 30 de setembro de 2022 no Cairo devido a um ataque cardíaco.

## Shows

### Cirque du Soleil
- 1985: Cirque du Soleil
- 1987: Le Cirque Réinventé
- 1989: La Magie Continue
- 1990: Nouvelle Expérience
- 1992: Saltimbanco
- 1993: Mystère
- 1994: Alegría
- 1996: Quidam
- 1998: O
- 1998: La Nouba
- 1999: Alegría (filme) (co-escritor, diretor e produtor)